# 李深靜
李深靜（頭銜：丹斯里、拿督）（英語： Lee Shin Cheng，1939年6月3日—2019年6月1日），男，生於馬來西亞雪兰莪州巴生县，是馬來西亞知名商人，同時也是IOI地產集團創辦人，父親曾經在橡膠園内經營杂货店。
有亞洲棕櫚油之王的称号，同时也推动了蒲种的现代城镇化发展。

## 簡歷

### 早年
李深靜自幼家境貧寒，11歲自小學輟學工作幫忙貼補家用，曾靠騎自行車賣冰淇淋長達4年，也擔任過加油站夥計、園林苦工。
1958年，李深靜白手起家成立了IOI棕櫚油公司（IOI集團前身）。創業初期與他人合資在印、馬兩國買下數千英畝的園區，並設棕櫚油厰。由於其生產成本低於市場水平，不久後便小有名氣。1960年代後期，他曾計劃到Dunlop Estate申請一份工作，可惜沒有被錄用。
1982年，他又陸續進軍精密化工業與房地產領域。

### 1989年之後
2008年，馬來西亞的新海峡时报對他進行了訪談，他提到1989年時最高興的事是從Multi-Purpose Holdings Bhd.收購了Dunlop Estate。

### 近況
2008年至今，他是马来西亚蒲种一所华小的董事长。
2009年台北101釋出股權時，IOI集團表示有意投資，最終，頂新國際集團拿下37.17%的股權，成為台北101的第二大股東。
近年來，馬來西亞和新加坡仍是棕櫚油等事業的重心，但他已將地產開發事業重心轉到了中國大陸，主要以廈門為灘頭堡；2011年開始，IOI集團便已開始在廈門部署，總投資金額達百億元人民幣。
2014年12月6日週六，頂新國際集團宣布，決定以27.4億元馬幣（約 新台幣251.4億元）將台北101第2大股權賣給馬來西亞IOI地產集團。而馬來西亞IOI地產集團成為台北101第2大股東。目前中華民國經濟部投審會已表態嚴審股權交易案，並將禁止頂新集團匯出售股所得。
2019年6月1日 ，李深靜發出文告指將卸下IOI集团和IOI产业集团主席职务。同日下午，在家逝世，享年79岁。

## 主要社會公職
李深静担任以下职位：
- 馬來西亞博特拉大學董事
- 馬來西亞油棕公會理事
- 隆雪中華工商總會顧問
- 馬來西亞政府東海岸經濟發展區域（ECER）理事會成員
- 馬來西亞福建社團聯合會名譽會長
- 马来西亚吉隆坡坤成中学董事长

## 軼聞
根據《富比士》雜誌調查，李深靜身價達45億美元，事業版圖以棕櫚油及地產占大宗，全球富豪排名第345名，同時也是馬來西亞第5大富豪。

## 家庭成員
- 妻子：孔美群
- 長子－李耀祖：現任IOI地產集團執行長，負責生產棕櫚油事業。妻子为黄素清。
- 次子－李耀昇：現任IOI產業公司執行長，負責馬來西亞房地產事業。妻子为杨美盈。
- 長女：李玉玲
- 二女：李玉霞 婿：罗景山
- 三女：李玉贤
- 四女：李玉慧 婿：林曰溦
- 孙男：李家德 李家荣 李家雄 李家庆
- 孙女：李倩敏
- 外孙男：罗维升 罗维皓 林方毅 林方斌 林方睿
- 外孙女：罗茹瀞 林恩琪

## 外部連結
- IOI集团官方网站 （页面存档备份，存于）